# Robbin Ruiter
Robbin Ruiter (Amsterdam, 25 marzo 1987) è un ex calciatore olandese, di ruolo portiere.

## Carriera
Dopo l'esordio con il Volendam, nella stagione 2012-2013 passa all'Utrecht, con cui gioca 33 partite in Eredivisie. Resta all'Utrecht per cinque stagioni. Nel 2017 si trasferisce al Sunderland, club della Championship inglese. Due anni dopo torna in Olanda, firmando un contratto biennale con il PSV. Non trovando spazio, nell'estate del 2020 viene ceduto per 250.000 euro al Willem II. Anche qui non trova spazio e così rescinde il contratto il 31 gennaio 2022.

## Statistiche

### Presenze e reti nei club
Statistiche aggiornate al 27 gennaio 2019.
| Stagione          | Squadra           | Campionato        | Campionato | Campionato | Coppe nazionali | Coppe nazionali | Coppe nazionali | Coppe continentali | Coppe continentali | Coppe continentali | Altre coppe | Altre coppe | Altre coppe | Totale | Totale |
| Stagione          | Squadra           | Comp              | Pres       | Reti       | Comp            | Pres            | Reti            | Comp               | Pres               | Reti               | Comp        | Pres        | Reti        | Pres   | Reti   |
| ----------------- | ----------------- | ----------------- | ---------- | ---------- | --------------- | --------------- | --------------- | ------------------ | ------------------ | ------------------ | ----------- | ----------- | ----------- | ------ | ------ |
| 2009-2010         | Volendam          | ED2               | 21         | -40        | CO              | 0               | 0               | -                  | -                  | -                  | -           | -           | -           | 21     | -40    |
| 2010-2011         | Volendam          | ED2               | 23+4       | -30 + -6   | CO              | 2               | -2              | -                  | -                  | -                  | -           | -           | -           | 29     | -38    |
| 2011-2012         | Volendam          | ED2               | 25         | -40        | CO              | 2               | -2              | -                  | -                  | -                  | -           | -           | -           | 27     | -42    |
| Totale Volendam   | Totale Volendam   | Totale Volendam   | 69+4       | -110 + -6  |                 | 4               | -4              |                    | -                  | -                  |             | -           | -           | 77     | -120   |
| 2012-2013         | Utrecht           | ED                | 33+4       | -35 + -3   | CO              | 1               | -3              | -                  | -                  | -                  | -           | -           | -           | 38     | -41    |
| 2013-2014         | Utrecht           | ED                | 30         | -57        | CO              | 4               | -3              | UEL                | 2                  | -5                 | -           | -           | -           | 36     | -65    |
| 2014-2015         | Utrecht           | ED                | 31         | -52        | CO              | 1               | -2              | -                  | -                  | -                  | -           | -           | -           | 32     | -54    |
| 2015-2016         | Utrecht           | ED                | 29         | -39        | CO              | 5               | -4              | -                  | -                  | -                  | -           | -           | -           | 34     | -43    |
| 2016-2017         | Utrecht           | ED                | 16         | -22        | CO              | 2               | -1              | -                  | -                  | -                  | -           | -           | -           | 18     | -23    |
| Totale Utrecht    | Totale Utrecht    | Totale Utrecht    | 139+4      | -205 + -3  |                 | 13              | -13             |                    | 2                  | -5                 |             | -           | -           | 158    | -226   |
| 2017-2018         | Sunderland        | FLC               | 20         | -32        | FACup+CdL       | 0+1             | -1              | -                  | -                  | -                  | -           | -           | -           | 21     | -33    |
| 2018-2019         | Sunderland        | FL1               | 1          | 0          | FACup+CdL       | 0+5             | -1              | -                  | -                  | -                  | FLT         | 0           | 0           | 6      | -1     |
| Totale Sunderland | Totale Sunderland | Totale Sunderland | 21         | -32        |                 | 6               | -2              |                    | -                  | -                  |             | 0           | 0           | 27     | -34    |
| Totale carriera   | Totale carriera   | Totale carriera   | 237        | -356       |                 | 23              | -19             |                    | 2                  | -5                 |             | 0           | 0           | 262    | -380   |